# 遗传多样性

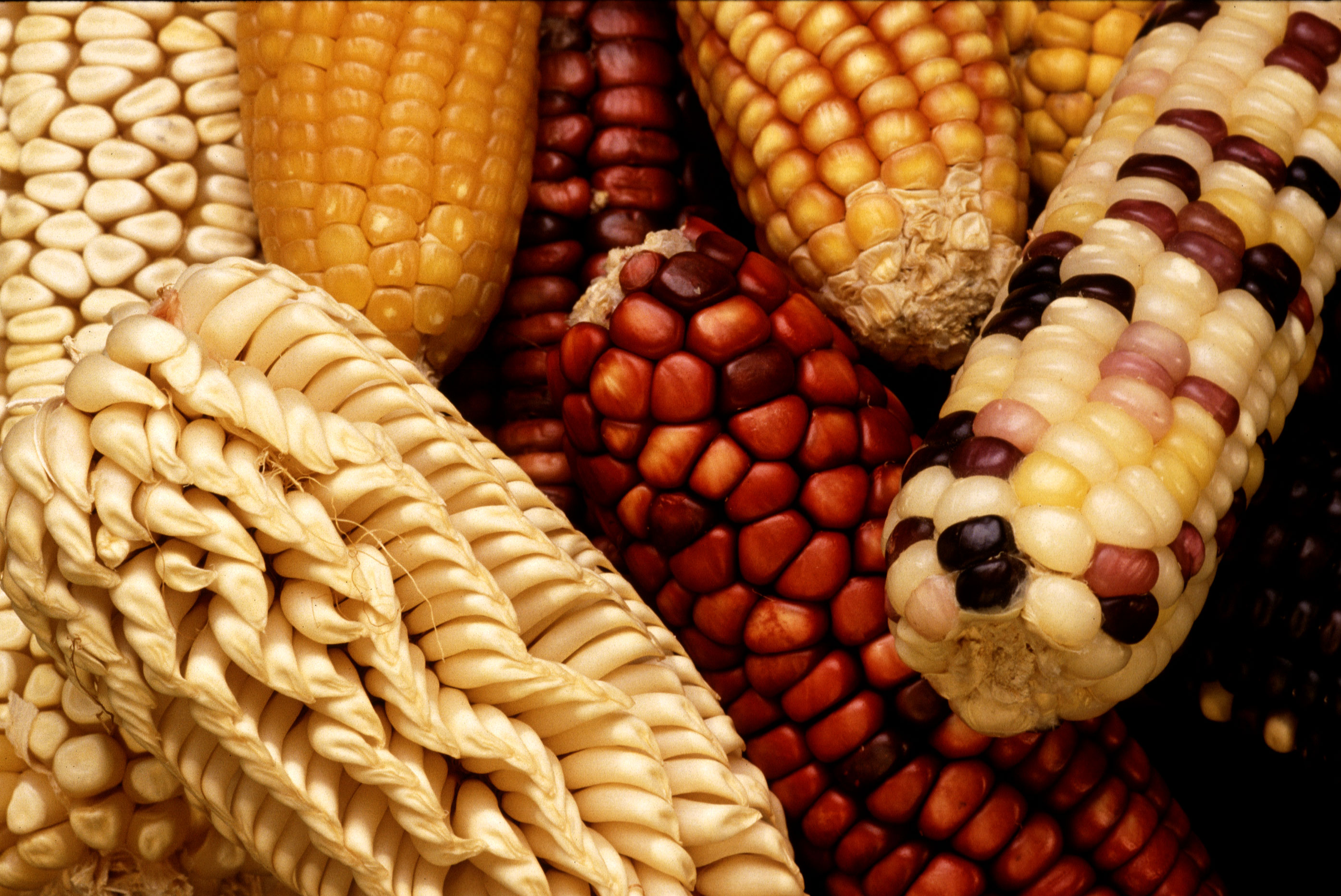
玉米的遺傳多樣性

遺傳多樣性又稱為基因多樣性（英語：genetic diversity）。同種個體間因為其生活環境的不同，經歷長時間的天擇、突變所產生的結果。如果遺傳多樣性越高，則族群中可提供環境天擇的基因愈多，其族群對於環境適應能力就愈強，有利於族群的生存及演化。例如人類有不同的膚色，這就是同種個體間性狀的差異，而性狀所表現的差異就是由基因的差異所引起的。